# Municipio de Tlapehuala
El municipio de Tlapehuala es uno de los 85 municipios que conforman el estado de Guerrero, en México. Forma parte de la región de Tierra Caliente y su cabecera es la población de Tlapehuala.

## Orígenes
Este municipio es el más joven de la región y hay diversas perspectivas de sus orígenes.
Una lucha agraria entre hacendados y luchadores agrarios fue la que ocasionó que en el año 1929 se concediera la dotación definitiva de terrenos ejidales, y con esto, quienes encabezaron el reparto agrario en Tlapehuala obtuvieron un poder político que provocó que ocuparan la presidencia municipal de Pungarabato (a donde Tlapehuala pertenecía como comisaría mayor) durante los periodos que van de 1929 a 1946. 
El predominio político de tlapehualenses en la silla presidencial ocasionó un desacuerdo por parte de grupos caciquiles en Pungarabato, este descontento tuvo como consecuencia que Tlapehuala se erigiera como municipio el 20 de noviembre de 1947, fecha en donde entró en vigor el decreto de la formación de este nuevo municipio, el cual pasó a formar parte del distrito judicial de Cuauhtémoc y actualmente pertenece al vigésimo distrito local electoral.
Para la formación del municipio fue necesario segregar diferentes poblados del municipio de Pungarabato y del municipio de Ajuchitlán, entre ellos se encuentran:
De Pungarabato:
- Tlapehuala
- Nuevo Guerrero
- Morelita
- El Tinoco
- Tiringueo
- San Juan
- San Antonio de las Huertas
- El Limón de Guadalupe
- La Parota
- El Rincón del Gallo

De Ajuchitlán:
- San José Poliutla
- Colonia Juárez
- San Gregorio
- El Tanque
- El Coacoyul
- Las Fraguas
- Hacienda Nueva
- Santo Niño

## Toponimia
Al igual que otros nombres de Tierra Caliente, esta población tiene dos formas en las que se puede llamar, en tarasco o en purépecha: Kétzecuaro y en náhuatl Tlapehuala.
La palabra Tlapehuala en náhuatl significa "donde abundan los tlapehuales, trampas y orzuelos para domar fieras", aunque también hay otros significados aceptados como "vinieron de arriba", "agua que golpea con la piedra "(en otomí) y "pueblo que viene de la piedra". Por otro lado, según el ingeniero Alfredo Mundo Fernández en su libro Crónicas de Tierra Caliente (p.63), Acatzécuaro significa "lugar de la gente con sombrero".

## Escudo
El escudo del Municipio de Tlapehuala fue realizado por el artista Andrés Jaimes Sánchez y registrado en el año 1988.Este escudo representa la identidad de los tlapehualenses a través de cada uno de sus elementos: 
- El águila real es un símbolo de la identidad mexicana desde sus orígenes ya que representa los ideales y valores que sustentaron la fundación de Tenochtitlan y la Independencia de México, otorgándole su carácter de nación soberana.[6]
- En el centro del águila real hay un libro abierto, el cual representa la historia, la ciencia, la educación y la cultura.[6]
- El siguiente elemento consiste en el perfil de un hombre marcado en el libro abierto, este es un homenaje a esos luchadores agraristas que legaron el municipio.[6]
- El sombrero calentano es un homenaje a los artesanos que le dan fama y orgullo a Tlapehuala.[6]
- Finalmente, el violín representa al género musical que, al igual que el sombrero calentano, le da identidad a los tlapehualenses.[6]

## Geografía

### Localización y extensión
El municipio de Tlapehuala se localiza al noroeste del estado de Guerrero, dentro de las coordenadas geográficas 18°13’ y 18°19’ de latitud norte y 100°171’ y 100°34 de longitud oeste. Ocupa una superficie total de 284.7 km² representando un 0.4% respecto a la superficie territorial de la entidad. Limita al norte con el municipio de Tlalchapa; al sur con Ajuchitlán del Progreso; al este con el municipio de Arcelia y al oeste con el municipio de Pungarabato y también con Ajuchitlán del Progreso.

## Demografía

### Población
De acuerdo al Censo de Población y Vivienda 2020 llevado a cabo por el Instituto Nacional de Estadística y Geografía (INEGI) en 2020, el municipio de Tlapehuala tenía hasta ese año un total de 22,209 habitantes, de los cuales 49% eran hombres y el 51% eran mujeres.

### Localidades
En el censo de 2020 el municipio de Tlapehuala contaba con 28 localidades.
| Código INEGI    | Localidad                  | Población (2020) |
| --------------- | -------------------------- | ---------------- |
| 120670001       | Tlapehuala                 | 8 040            |
| 120670017       | San José Poliutla          | 2 823            |
| 120670016       | San Antonio de las Huertas | 2 040            |
| 120670018       | San Juan Mina              | 1 607            |
| 120670013       | Nuevo Guerrero             | 1 360            |
| 120670012       | Morelita                   | 1 239            |
| 120670019       | Santo Niño de Atocha       | 1 008            |
| 120670022       | Tiringueo                  | 977              |
| 120670004       | Colonia Juárez             | 531              |
| 120670015       | Rincón del Gallo           | 524              |
| 120670020       | El Tanque                  | 388              |
| 120670009       | Hacienda Nueva             | 316              |
| 120670021       | El Tinoco                  | 311              |
| 120670003       | El Cuacuyul                | 309              |
| 120670006       | Las Fraguas                | 212              |
| 120670010       | El Limón de Guadalupe      | 206              |
| 120670060       | El Ejido de Nuevo Guerrero | 188              |
| 120670005       | Nueva Filadelfia           | 44               |
| 120670050       | Tozunte                    | 15               |
| 120670007       | El Guayabal                | 14               |
| 120670067       | La Rosillera               | 13               |
| 120670032       | El Realito                 | 12               |
| 120670038       | La Hacienda de Coquío      | 12               |
| 120670048       | Vista Hermosa              | 8                |
| 120670051       | La Vuelta                  | 5                |
| 120670052       | Crucero del Gallo          | 5                |
| 120670024       | La Parota                  | 1                |
| 120670069       | El Zopilote                | 1                |
| Total municipal | Total municipal            | 22 209           |

## Política y gobierno

### Administración municipal
El gobierno del municipio está conformado por un ayuntamiento, integrado por un presidente municipal, un síndico procurador, cuatro regidores de mayoría relativa y dos regidores de representación proporcional. Todos son electos mediante una planilla única para un periodo de tres años no renovables para el periodo inmediato, pero si de manera no continúa. Actualmente el municipio es gobernado por el Partido Revolucionario Institucional (PRI) luego de haber triunfado en las elecciones estatales de 2012.

### Representación legislativa
Para la elección de los Diputados locales al Congreso de Guerrero y de los Diputados federales a la Cámara de Diputados de México, Tlapehuala se encuentra integrado en los siguientes distritos electorales:
Local:
- XVIII Distrito Electoral Local de Guerrero con cabecera en Ciudad Altamirano.[12][13]

Federal:
- I Distrito Electoral Federal de Guerrero con cabecera en Ciudad Altamirano.[14]